# Dhaluwala
Dhaluwala è una suddivisione dell'India, classificata come census town, di 11.206 abitanti, situata nel distretto di Tehri Garhwal, nello stato federato dell'Uttarakhand. In base al numero di abitanti la città rientra nella classe IV (da 10.000 a 19.999 persone).

## Geografia fisica
La città è situata a 30° 25' 24 N e 77° 55' 23 E e ha un'altitudine di 772 m s.l.m..

## Società

### Evoluzione demografica
Al censimento del 2001 la popolazione di Dhaluwala assommava a 11.206 persone, delle quali 6.153 maschi e 5.053 femmine. I bambini di età inferiore o uguale ai sei anni assommavano a 1.552, dei quali 876 maschi e 676 femmine. Infine, coloro che erano in grado di saper almeno leggere e scrivere erano 8.512, dei quali 5.121 maschi e 3.391 femmine.